# Biacou (Ort)
Biacou (Biacau) ist ein osttimoresisches Dorf in der Aldeia Biacou (Suco Aidabaleten, Verwaltungsamt Atabae, Gemeinde Bobonaro). Er liegt in einer Meereshöhe von 7 m.

## Geographie
Biacou liegt an der Küste der Sawusee, am Lago Biacou. Mangroven bedecken den Bereich zwischen See und Meer. Die nördliche Küstenstraße, eine der wichtigsten Verkehrswege des Landes führt durch den Ort und führt von südlich Biacous an ein Stück durch das Landesinnere.
Im Dorf Biacou befindet sich eine Grundschule. Außerdem gibt es ein traditionelles Heiliges Haus (tetum Uma Lulik) und eine künstliche Mariengrotte (Gruta). Die Kapelle Biacous ist ein einfaches, weißes Gebäude mit Giebeldach.

## Galerie

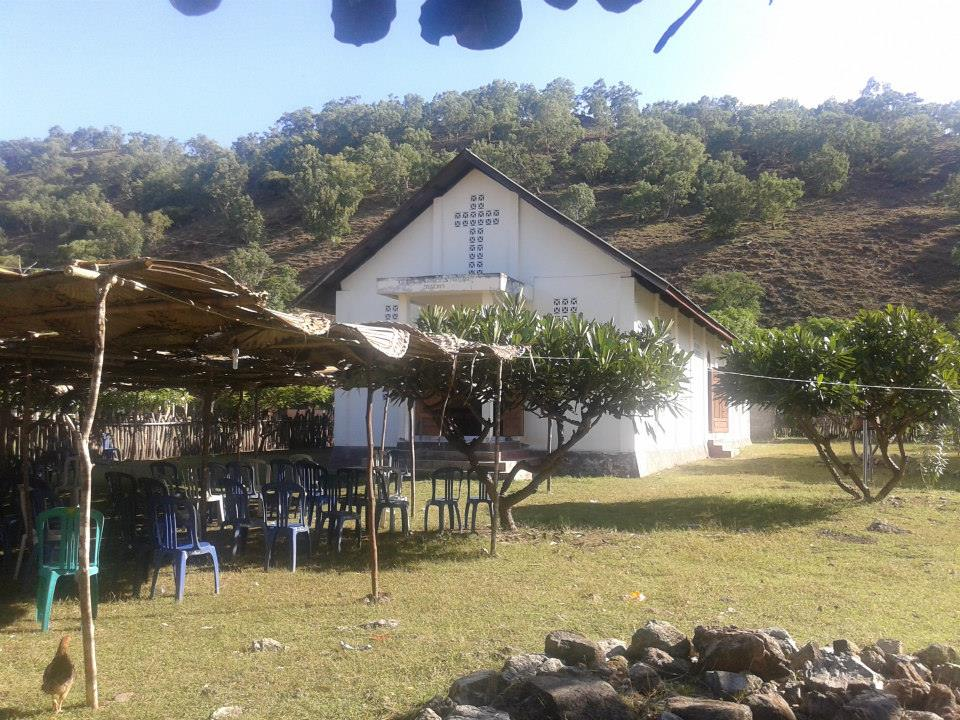
Kapelle von Biacou
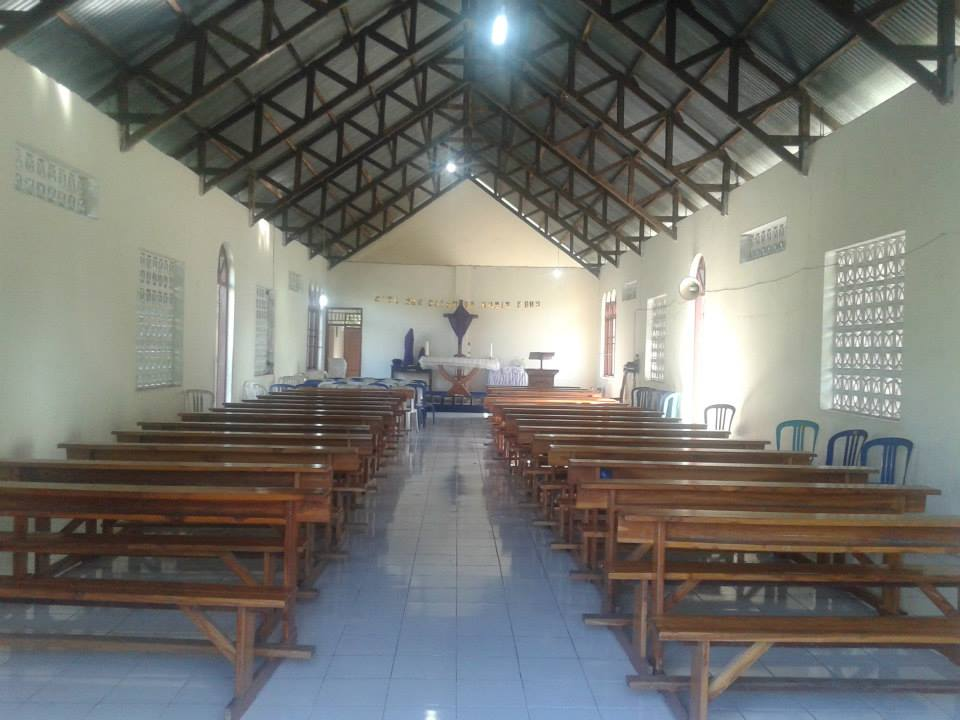
In der Kapelle
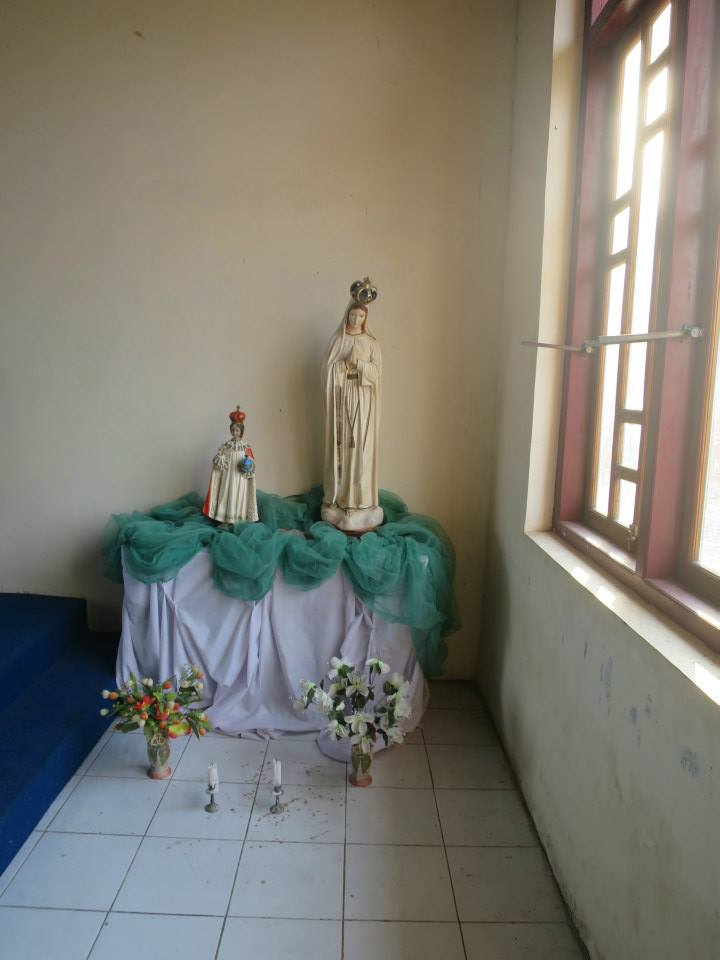
In der Kapelle
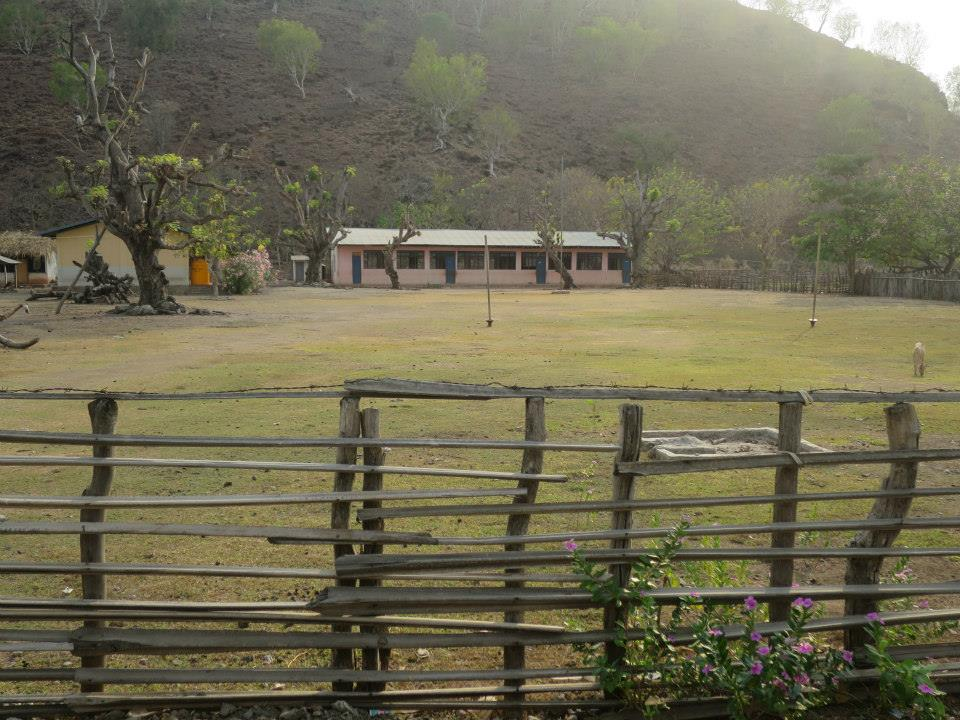
Grundschule
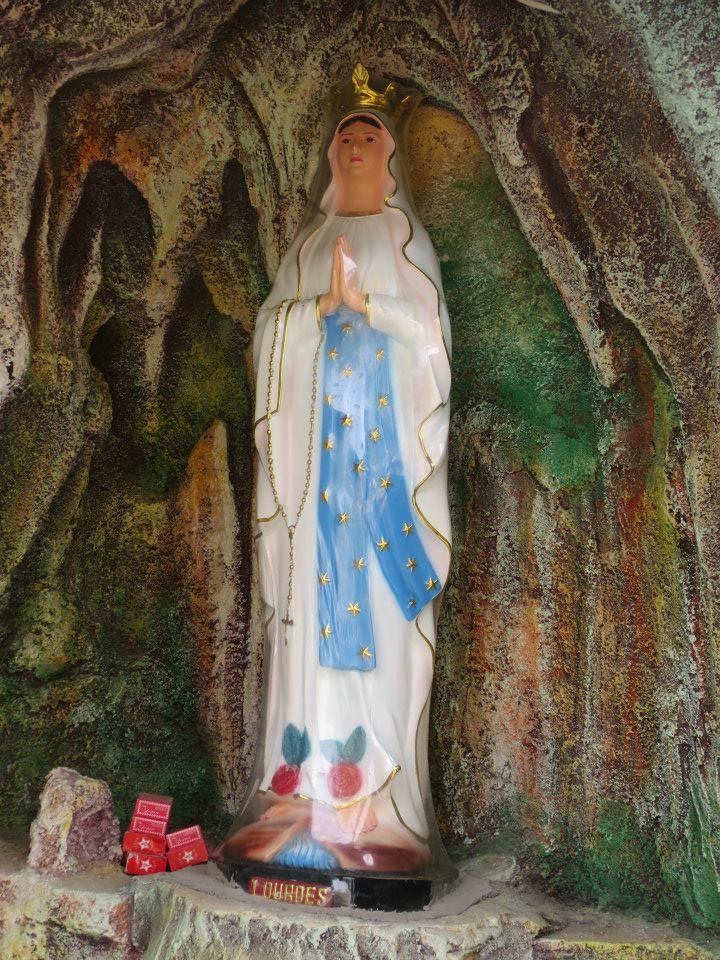
Mariengrotte
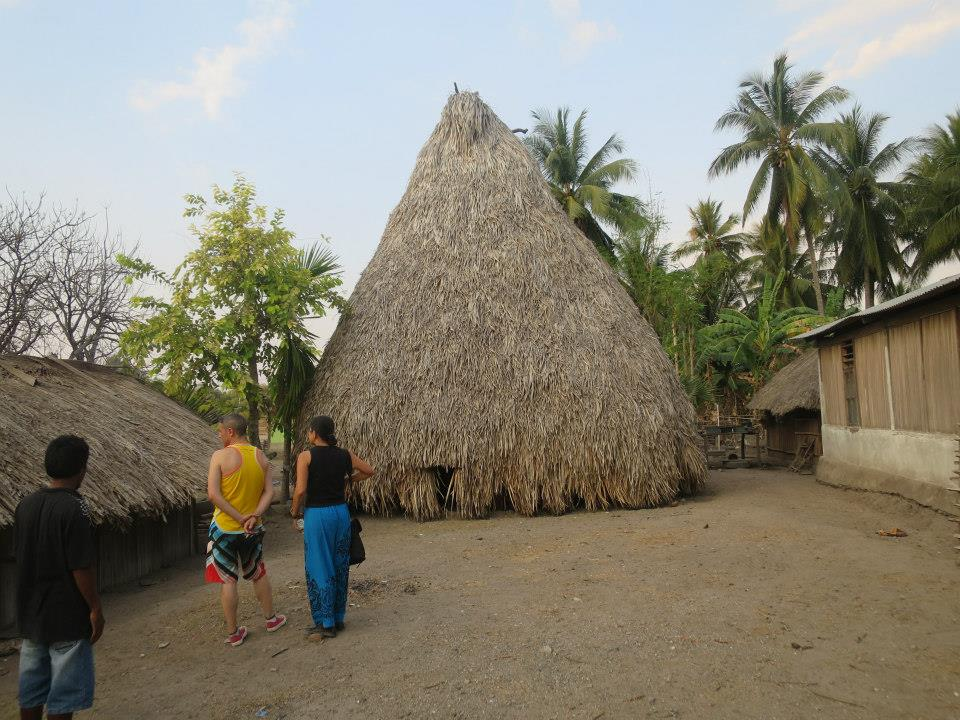
Uma Lulik